# Sunna (évêque)
Pour les articles homonymes, voir Sunna.
Sunna ou Sunno est l'évêque arien de Mérida entre 582 et 587 (ou 589). D'origine wisigothe, il est nommé évêque par le roi Léovigild en 582.
En 586, Léovigild meurt et son fils Récarède lui succède, abjurant l'arianisme pour le catholicisme trinitaire en 587, officiellement en 589. Sunna prend dès lors part à la conspiration de la noblesse arienne contre Récarède, soutenant plusieurs nobles dont Segga (en) et Wittéric. Ce dernier est notamment chargé d'assassiner Masona (en), l'évêque catholique de Mérida, mais au moment de commettre le crime, son épée est curieusement coincée dans le fourreau, et il est pris sur le fait : il dénonce ses complices et est pardonné.
Sunna est expulsé de son évêché. Une offre lui est faite de pouvoir revenir en tant qu'évêque s'il se convertit au catholicisme trinitaire. Sunna refuse de renier sa foi et part en exil en Maurétanie propager l'arianisme chez les Berbères. Sunna serait mort en exil vers 600.

## Sources primaires
- Jean de Biclar, Chronique.